# Nông Đức Mạnh
Nông Đức Mạnh (sinh ngày 11 tháng 9 năm 1940) là một chính khách Việt Nam. Ông từng là Chủ tịch Quốc hội nước Cộng hòa xã hội chủ nghĩa Việt Nam từ năm 1992 đến năm 2001 và Tổng Bí thư Ban Chấp hành Trung ương Đảng Cộng sản Việt Nam từ năm 2001 đến năm 2011. Ông là Tổng bí thư và cũng là Chủ tịch Quốc hội người dân tộc thiểu số đầu tiên.

## Tiểu sử và giáo dục
Ông là một người dân tộc Tày, sinh ngày 11 tháng 9 năm 1940 ở xã Cường Lợi, huyện Na Rì, tỉnh Bắc Kạn, xuất thân trong gia đình nông dân, dân tộc Tày, tham gia hoạt động cách mạng năm 1958, rồi vào Đảng Cộng sản Việt Nam ngày 5 tháng 7 năm 1963.
Từ năm 1958 đến năm 1961, ông học trường Trung cấp Nông lâm Trung ương Hà Nội. Hai năm sau đó, ông là công nhân lâm nghiệp, kỹ thuật viên điều tra rừng Ty Lâm nghiệp Bắc Kạn, sau đó là đội phó đội khai thác gỗ Bạch Thông.
Năm 1963-1966, ông học tiếng Nga tại Trường Ngoại ngữ Hà Nội. Từ năm 1966 đến năm 1971, ông du học tại Học viện Lâm nghiệp Leningrad (tại Sankt-Peterburg).

## Trước khi tham gia chính trị
Từ năm 1972 đến năm 1973, ông về nước và làm phó ban thanh tra Ty lâm nghiệp tỉnh Bắc Thái (nay tách thành hai tỉnh Bắc Kạn và Thái Nguyên). Sau đó ông làm giám đốc Lâm trường Phú Lương (Bắc Thái) đến năm 1974.
Từ năm 1974 đến năm 1976, ông học ở Trường Đảng Cao cấp Nguyễn Ái Quốc (nay là Học viện Chính trị - Hành chính quốc gia Hồ Chí Minh).

## Sự nghiệp chính trị

### Địa phương

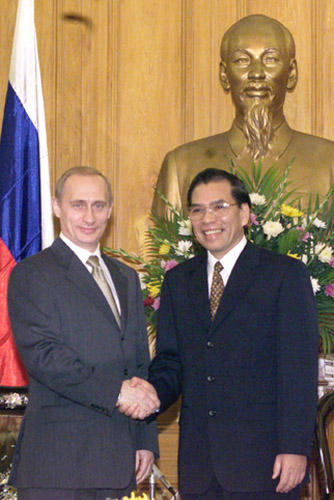
Tổng thống Nga Vladimir Putin và Chủ tịch Quốc hội Nông Đức Mạnh, năm 2001

Từ năm 1976 đến năm 1980, ông là Tỉnh ủy viên, Phó trưởng Ty Lâm nghiệp tỉnh Bắc Thái, kiêm Chủ nhiệm công ty xây dựng lâm nghiệp rồi trưởng Ty Lâm nghiệp tỉnh Bắc Thái.
Từ năm 1980 đến năm 1984, ông được bầu làm Tỉnh ủy viên, Phó Chủ tịch Ủy ban nhân dân tỉnh Bắc Thái.
Từ năm 1984 đến tháng 10 năm 1986, ông đảm nhiệm chức vụ Phó bí thư Tỉnh ủy, Chủ tịch Ủy ban nhân dân tỉnh Bắc Thái.
Từ tháng 11 năm 1986 đến tháng 2 năm 1989, ông là Bí thư Tỉnh ủy Bắc Thái. Tại Đại hội đại biểu toàn quốc lần thứ VI của Đảng Cộng sản Việt Nam, ông được bầu làm Ủy viên dự khuyết Ban Chấp hành Trung ương Đảng.

### Trung ương

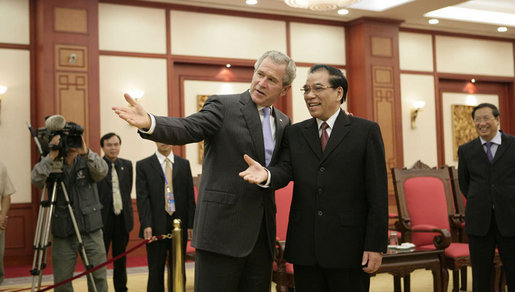
Tổng Bí thư Nông Đức Mạnh và Tổng thống Hoa Kỳ George W. Bush tại Hà Nội năm 2006

Tháng 3 năm 1989, tại Hội nghị lần thứ 6 Ban Chấp hành Trung ương (khóa VI), Nông Đức Mạnh được bầu làm Ủy viên chính thức Ban Chấp hành Trung ương Đảng.
Tháng 8 năm 1989, ông được phân công làm trưởng Ban Dân tộc Trung ương.
Tháng 11 năm 1989, ông được bầu bổ sung đại biểu Quốc hội khóa VIII và được bầu làm Phó chủ tịch Hội đồng Dân tộc của Quốc hội.
Ngày 26 tháng 6 năm 1991, tại Đại hội đại biểu toàn quốc lần thứ VII của Đảng Cộng sản Việt Nam, Nông Đức Mạnh được bầu vào Ban Chấp hành Trung ương Đảng và được Trung ương bầu vào Bộ Chính trị. Ông trở thành người dân tộc thiểu số đầu tiên có tên trong danh sách Bộ Chính trị. Ngày 23 tháng 9 năm 1992, ông được bầu làm Chủ tịch Quốc hội khóa IX. Ông trở thành Chủ tịch Quốc hội đầu tiên là một người dân tộc thiểu số.
Ngày 30 tháng 6 năm 1996, ông tái cử Ủy viên Bộ Chính trị Ban Chấp hành Trung ương Đảng Cộng sản Việt Nam khóa VIII. Ngày 18 tháng 9 năm 1997, ông tái đắc cử Chủ tịch Quốc hội khóa X. Đến tháng 1 năm 1998, ông được Ban Chấp hành Trung ương phân công vào Thường vụ Bộ Chính trị.
Ngày 22 tháng 4 năm 2001, tại Đại hội Đại biểu toàn quốc lần thứ IX của Đảng, ông được bầu vào Ban Chấp hành Trung ương Đảng, Ủy viên Bộ Chính trị Ban Chấp hành Trung ương Đảng Cộng sản Việt Nam khóa IX và được Ban Chấp hành Trung ương bầu làm Tổng Bí thư Ban Chấp hành Trung ương Đảng. Ông là người dân tộc thiểu số đầu tiên và cũng là người đầu tiên có bằng đại học giữ chức vụ này. Trong kì đại hội này, ông đã bãi bỏ chế độ Cố vấn Ban Chấp hành Trung ương Đảng và Thường vụ Bộ Chính trị. Đến ngày 27 tháng 6 năm 2001, ông được Quốc hội miễn nhiệm chức vụ Chủ tịch Quốc hội và được Nguyễn Văn An kế nhiệm.
Ngày 25 tháng 4 năm 2006, ông tiếp tục được bầu làm Ủy viên Bộ Chính trị Ban Chấp hành Trung ương Đảng Cộng sản Việt Nam khóa X và được Ban Chấp hành Trung ương bầu lại làm Tổng bí thư, tại Đại hội Đại biểu toàn quốc lần thứ X của Đảng.
Tại Đại hội Đảng toàn quốc lần thứ XI vào ngày 19 tháng 1 năm 2011, ông thôi làm Uỷ viên Bộ Chính trị Ban Chấp hành Trung ương Đảng Cộng sản Việt Nam khóa XI và được Nguyễn Phú Trọng kế nhiệm chức vụ Tổng bí thư. Sau Đại hội Đảng, ông chính thức nghỉ hưu.

### Đối ngoại

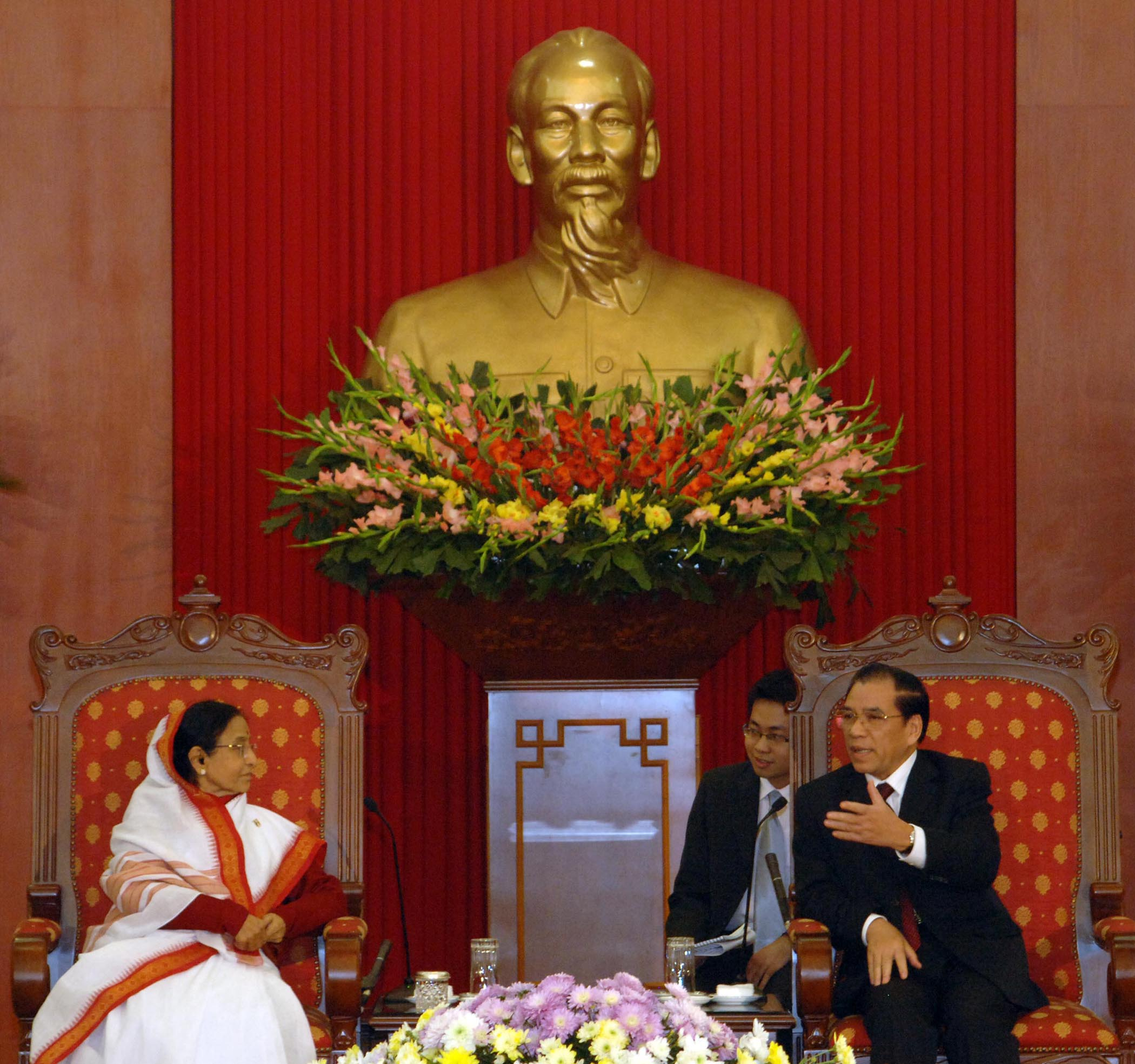
Tổng Bí thư Nông Đức Mạnh hội đàm với Tổng thống Ấn Độ Pratibha Patil tại Hà Nội năm 2008

#### Trung Quốc
Ngày 30 tháng 5 năm 2008, Tổng Bí thư Nông Đức Mạnh bắt đầu chuyến thăm Trung Quốc. Chuyến thăm Trung Quốc của ông dã mang lại nét đặc sắc trong quan hệ ngoại giao giữa hại nước. Tổng bí thư Trung Quốc, Chủ tịch nước Trung Quốc Hồ Cẩm Đào nhiệt liệt chào mừng ông và đoàn đại biểu cấp cao Việt Nam, nhấn mạnh chuyến thăm này là một sự kiện trọng đại trong quan hệ hai Đảng, hai nước, có ảnh hưởng sâu rộng và tích cực đối với việc phát triển toàn diện quan hệ Việt - Trung trong thời kỳ mới cũng như hòa bình và phát triển của khu vực và thế giới. Hai bên tích cực ủng hộ và thúc đẩy các doanh nghiệp của hai nước hợp tác lâu dài cùng có lợi trong các lĩnh vực và bày tỏ rõ sự hài lòng trước đà phát triển tốt đẹp của mối quan hệ hợp tác kinh tế - thương mại giữa hai nước trong những năm gần đây; đồng ý tích cực tìm kiếm những lĩnh vực tăng trưởng mậu dịch mới... đồng thời áp dụng những biện pháp để thực hiện phát triển cân bằng mậu dịch song phương; nhất trí khẩn trương bàn bạc, ký kết và thực hiện tốt "Quy hoạch phát triển năm năm về hợp tác kinh tế - thương mại Việt Nam và Trung Quốc". Hai bên tích cực ủng hộ và thúc đẩy các doanh nghiệp của hai nước hợp tác lâu dài cùng có lợi trong các lĩnh vực cơ sở hạ tầng, công nghiệp chế tạo, phát triển nguồn nhân lực, năng lượng, chế biến khoáng sản và các lĩnh vực quan trọng khác. Vào chiều cùng ngày, hai nhà lãnh đạo đã nhất trí nâng cấp quan hệ ngoại giao hai nước lên Đối tác hợp tác chiến lược toàn diện. Lãnh đạo cấp cao hai nước đã nhất trí xây dựng "Quan hệ đối tác hợp tác chiến lược toàn diện" trong thế kỷ 21 trên cơ sở phương châm 16 chữ vàng "Láng giềng hữu nghị, hợp tác toàn diện, ổn định lâu dài, hướng tới tương lai" và tinh thần 4 tốt "Láng giềng tốt, bạn bè tốt, đồng chí tốt, đối tác tốt". Thông qua chuyến thăm của ông Mạnh, Trung Quốc trở thành quốc gia đầu tiên có quan hệ đối tác chiến lược toàn diện với Việt Nam.

#### Nhật Bản
Ngày 19 tháng 4 năm 2009, ông Nông Đức Mạnh thực hiện chuyến thăm Nhật Bản. Đây là chuyến thăm Nhật Bản lần thứ hai của ông mang nhiều dấu ấn quan trọng trong quan hệ Việt Nam - Nhật Bản. Chuyến thăm nhằm tiếp tục tăng cường đối thoại cấp cao Việt Nam – Nhật Bản, củng cố sự hiểu biết lẫn nhau và tình hữu nghị giữa nhân dân hai nước...; đưa quan hệ hai nước lên tầm cao mới, ổn định và bền vững trong khuôn khổ “đối tác chiến lược vì hòa bình và phồn vinh ở châu Á”. Ngày 20 tháng 4 ông đã gặp và hội đàm với Thủ tướng Nhật Bản Asō Tarō, hai bên tin tưởng rằng Hiệp định đối tác kinh tế Việt Nam - Nhật Bản sẽ đóng vai trò to lớn đối với sự phát triển quan hệ kinh tế giữa hai nước. Hai bên sẽ hợp tác để hiệp định này sớm có hiệu lực và được thực hiện một cách thuận lợi, đồng thời mở rộng hợp tác trong các lĩnh vực phát triển cơ sở hạ tầng giao thông, năng lượng, công nghiệp chế tạo, công nghiệp phụ trợ, vận tải hàng hóa, công nghệ thông tin - viễn thông, phòng chống thiên tai, bảo vệ môi trường,thúc đẩy hợp tác trên các lĩnh vực mới như sử dụng năng lượng nguyên tử vào mục đích hòa bình, phát triển vũ trụ, máy bay thân thiện với môi trường và các dự án mới phát triển cơ cở hạ tầng như nhà ga T2 sân bay Nội Bài; Cảng quốc tế Lạch Huyện (Hải Phòng); giao thông đô thị ở Hà Nội, Thành phố Hồ Chí Minh,.. Thông qua hoạt động của “Sáng kiến chung về tăng cường năng lực cạnh tranh và cải thiện môi trường đầu tư Việt Nam - Nhật Bản”, hai bên hoan nghênh và thúc đẩy hơn nữa đầu tư của các doanh nghiệp Nhật Bản vào Việt Nam. Kết thúc hội đàm, ông Mạnh và ông Asō thông báo cho các phóng viên Việt Nam, Nhật Bản và các phóng viên quốc tế về kết quả rất thành công của cuộc hội đàm cấp cao Việt Nam - Nhật Bản. Hai bên đã ra Tuyên bố chung Việt Nam - Nhật Bản về quan hệ đối tác chiến lược vì hòa bình và phồn vinh ở châu Á và nâng cấp quan hệ lên Đối tác chiến lược.

#### Nga

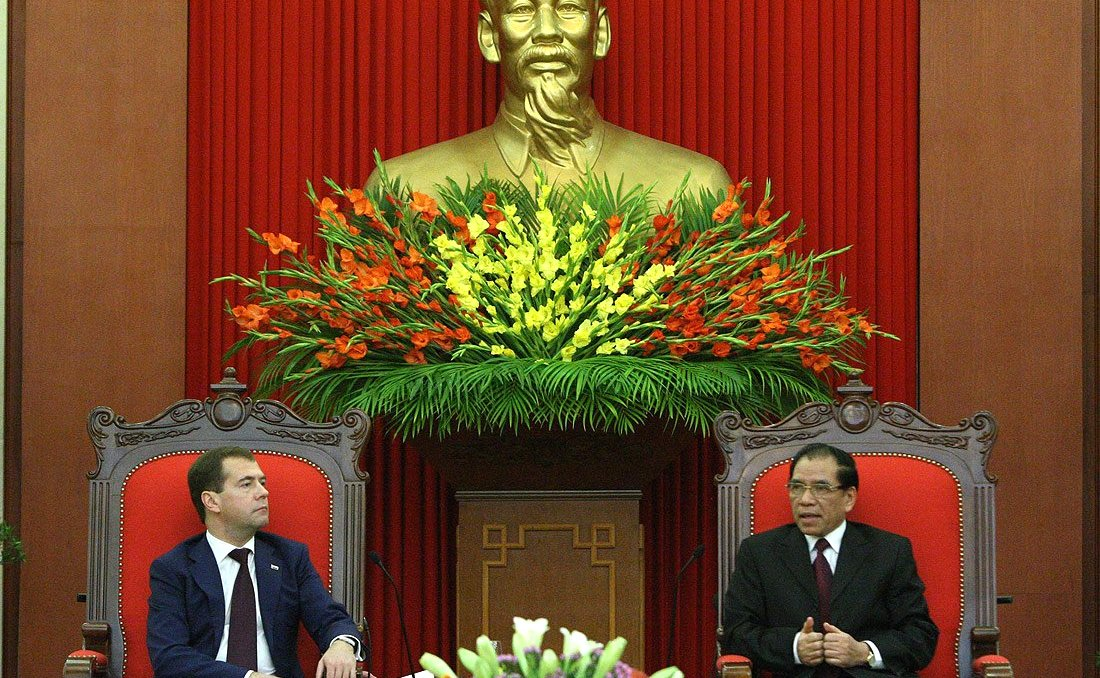
Tổng Bí thư Nông Đức Mạnh hội đàm với Tổng thống Nga Dmitry Medvedev tại Hà Nội vào tháng 10 năm 2010

Ngày 8 tháng 7 năm 2010, Tổng Bí thư Nông Đức Mạnh thực hiện chuyến công du đến nước Nga. Đây là chuyến thăm chính thức Liên bang Nga lần thứ 2 của ông Nông Đức Mạnh, thể hiện sự nồng ấm và tin cậy trong quan hệ hai nước. Tổng thống Nga Dmitry Medvedev nhiệt liệt chào mừng ông Mạnh và Đoàn đại biểu cấp cao Việt Nam sang thăm chính thức Liên bang Nga; Đánh giá cao ý nghĩa to lớn của chuyến thăm, coi đây là sự kiện trọng đại có ý nghĩa lịch sử, mở ra một giai đoạn phát triển mới của mối quan hệ đoàn kết hữu nghị truyền thống và hợp tác toàn diện giữa Việt Nam và Liên bang Nga; Khẳng định, Liên bang Nga coi phát triển quan hệ đối tác chiến lược với Việt Nam là một ưu tiên trong chính sách đối ngoại của Nga tại Đông Nam Á và châu Á Thái Bình Dương. Hai nhà lãnh đạo sau đó đã tiến hành hội đàm và trao đổi về các vấn đề quốc tế và khu vực mà hai bên cùng quan tâm. Ông Nông Đức Mạnh trân trọng mời Ông Medvedev thăm chính thức Việt Nam và tham dự Hội nghị cấp cao Nga - ASEAN lần thứ 2 tại Hà Nội vào tháng 10 tới. Ông Dmitry Medvedev chân thành cảm ơn và vui vẻ nhận lời mời. Ngay sau khi kết thúc hội đàm đã diễn ra lễ trao tặng Huy chương Puskin, phần thưởng cao quý của Liên bang Nga tặng ông Mạnh về những đóng góp quan trọng trong việc phát triển quan hệ văn hoá giữa hai nước.

## Nghỉ hưu

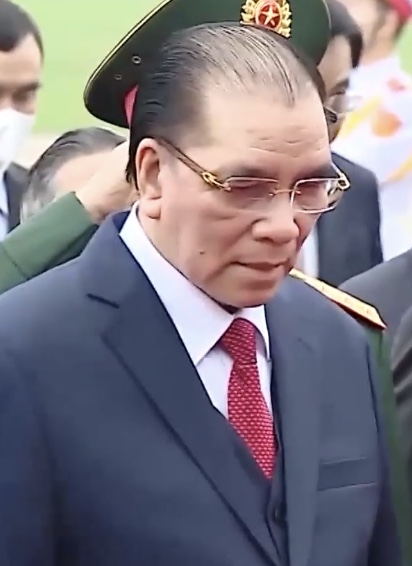
Ông Mạnh thăm lăng Ba Đình trong dịp tết năm 2022

Sau khi nghỉ hưu ông ít can thiệp vào chính trị nhưng thường có mặt trong các Hội nghị Ban Chấp hành Trung ương với tư cách khách mời. Năm 2010, khi còn đương chức Tổng bí thư, ông đã được Tổng thống Nga Dmitry Medvedev trao tặng Huy chương Pushkin. Năm 2013, ông nhận được huy hiệu 55 năm tuổi Đảng và 60 năm tuổi Đảng vào năm 2018. Trong các chuyến thăm Việt Nam của các lãnh đạo nhà nước Lào, ông thường có cuộc gặp với họ tại nhà riêng.

## Gia đình
Cha mẹ ông là ông Nông Văn Lại và bà Hoàng Thị Nhị. Theo ông Mạnh chia sẻ tại Đại hội Đảng năm 2001, hàng năm tháng ba âm lịch (tết thanh minh) ông luôn về quê để tảo mộ cha mẹ (cả hai người đều mất sớm), và ông còn có em trai, em gái ở quê. Ông Mạnh luôn bác bỏ tin đồn rằng ông là con của Hồ Chí Minh và đã trả lời "Ở Việt Nam ai cũng là con cháu Bác Hồ" khi được phóng viên báo Time Asia hỏi về điều đó vào tháng 2 năm 2002.
Vợ ông là bà Lý Thị Bang (1942 – 2010).
Con trai cả là Nông Quốc Tuấn, Phó Chủ nhiệm Ủy ban Dân tộc, thành viên Ủy ban Quốc gia phòng, chống AIDS và phòng, chống tệ nạn ma túy, mại dâm, Ủy viên BCH Trung ương Đảng khóa XI.

## Tặng thưởng
- Huân chương Sao Vàng: 2025[10]